# Script for a Jester's Tear
Script for a Jester's Tear är Marillions första studioalbum som släpptes i mars 1983 på skivbolaget EMI, ursprungligen som LP och kassettband.
1997 utgavs albumet i remastrerad version som dubbelalbum, och 2020 utgavs en Deluxe-utgåva med en ny mix. 

## Låttitlar

### Sida Ett
1. Script for a Jesters Tear [08:39]
2. He knows You know [05:22]
3. The Web [08:48]

### Sida Två
1. Garden Party [07:15]
2. Chelsea Monday [08:16]
3. Forgotten sons [08:21]

## Musiker
- Fish
- Steve Rothery
- Mark Kelly
- Pete Trewavas
- Mick Pointer